# Histologische Färbung

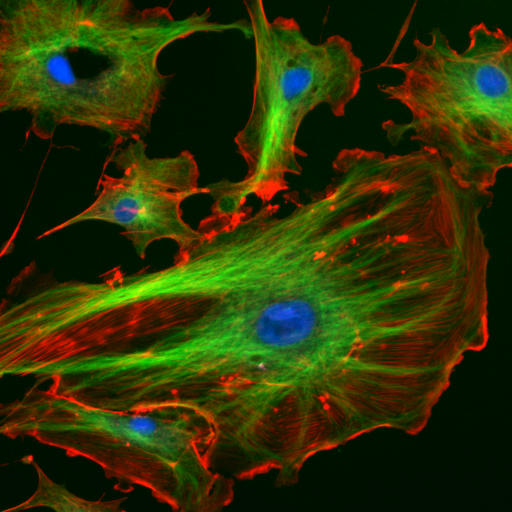
Endothelzellen unter dem Fluoreszenzmikroskop. Die Mikrotubuli sind grün (mit FITC-markiertem Antikörper), Aktinfilamente sind rot (mit Phalloidin-TRITC) markiert worden. Die DNA in den Zellkernen wurde mit DAPI angefärbt (blau)

Eine histologische Färbung bezeichnet in der Histologie, Pathologie und Zellbiologie eine Färbung von Organellen, Zellen oder Geweben. Sie werden vor allem in der medizinischen Diagnostik und in der Forschung eingesetzt.

## Eigenschaften

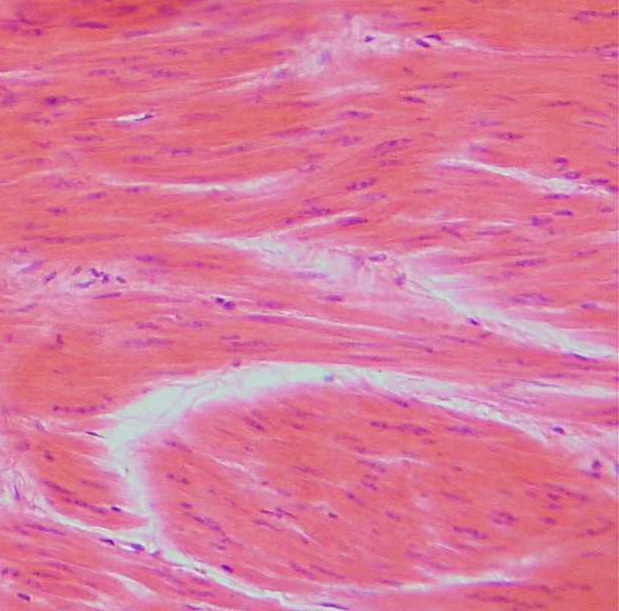
Histologischer Schnitt glatter Muskulatur (HE)

Histologische Färbungen dienen der Kontrastverstärkung in biologischen Proben. Dabei werden unterschiedliche Farbstoffe eingesetzt. Teilweise werden ergänzend auch Immunfärbungen und Molekülmarkierungen (wie Fluoreszenzmarkierungen) verwendet. Die Untersuchung erfolgt meist unter einem Lichtmikroskop oder einem Fluoreszenzmikroskop. Es gibt eine Unzahl verschiedener histologischer Färbungen, die im Laufe der letzten 120 Jahre entwickelt wurden. Der Großteil stammt aus den ersten 30 Jahren des vorigen Jahrhunderts. Im modernen Histolabor hat sich eine überschaubare Anzahl an Färbungen durchgesetzt. An erster Stelle steht die Hämatoxylin-Eosin-Färbung (HE-Färbung) als Routine- und Übersichtsfärbung. Dafür werden meist computergesteuerte Färbeautomaten eingesetzt. Daneben werden für bestimmte Fragestellungen sogenannte Spezialfärbungen (meist von Hand) durchgeführt.

### Positiv- und Negativfärbung

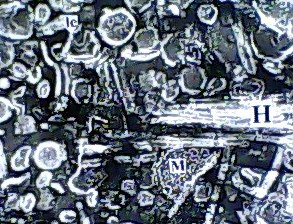
Negativfärbung von Micellen und Liposomen im TEM

Färbungen können in zwei Gruppen eingeteilt werden, Positivfärbung und Negativfärbung. Bei der Positivfärbung wird das Objekt des Interesses oder Zielmolekül angefärbt, während bei der Negativfärbung der Hintergrund angefärbt wird und das Objekt von Interesse heller erscheint. Meistens werden in der Diagnostik Positivfärbungen eingesetzt, teilweise auch verschiedene Färbungen nacheinander am selben Präparat (Differentielle Färbung, succedane Färbung), teilweise auch mehrere Färbungen gleichzeitig (Simultane Färbung). Bei der Transmissionselektronenmikroskopie werden dagegen oftmals Negativfärbungen mit Osmiumtetroxid, Rutheniumtetroxid, Wolframatophosphorsäure, Bleicitrat oder Uranylacetat verwendet. Bei einer progressiven Färbung wird so lange gefärbt, bis das gewünschte Ergebnis erreicht wurde und bei einer regressiven Färbung wird überfärbt und anschließend so lange entfärbt, bis das gewünschte Ergebnis erreicht wurde.

### Bindung der Farbstoffe
Die Färbung wird durch Effekte der Diffusion, Elektroadsorption und Grenzflächenadsorption beeinflusst. Die Hauptbindungsart ist die Ionenbindung (saure Farbstoffe werden an basische Proteine gebunden und umgekehrt). Je mehr ionische Gruppen am Farbstoff sind, desto stärker ist im Allgemeinen seine Färbewirkung. Daneben wirken auch Van-der-Waals-Kräfte, Wasserstoffbrückenbindungen und hydrophobe Effekte. Bei einer Molekülmarkierung wird der Farbstoff meist durch eine kovalente Bindung gebunden. Bei einer Färbung von Lipiden ist eine Bindung zwischen Farbstoff und Zielmolekül nicht immer erforderlich, denn bei einigen Lipidfärbungen reicht es aus, dass sich der Farbstoff in der Lipidphase löst (Diffusionsfarbstoff, z. B. Sudanschwarz-Farbstoffe, Scharlach R, Oil Red O). Daneben werden Präparate zur Lipidfärbung nicht mit organischen Lösungsmitteln behandelt, da sonst die Lipide aus dem Präparat extrahiert würden. Bei manchen Farbstoffen (Beizenfarbstoffe) wird durch Zugabe von manchen Metallsalzen (Aluminium, Eisen, Chrom, Wolfram, Molybdän, Kupfer) als Mordant die Färbewirkung deutlich verstärkt und die Löslichkeit des Farbstoffs gesenkt. Die Bindung der Metallkationen an den Beizenfarbstoff und vermutlich Carboxy- oder Phosphatgruppen am Zielmolekül ist eine Komplexbindung. Dieser Vorgang wird als Beizen bezeichnet und das Produkt als Farblack. Beizen kann vor, während oder nach der Färbung erfolgen, meistens werden Beizen und Färben in einer Lösung durchgeführt.

### Metachromasie
Manche Farbstoffe ändern ihre Farbe je nach Bindungspartner (Metachromasie), beispielsweise färbt Toluidinblau Gewebe blau und polyanionische Bereiche lila, Acridinorange färbt DNA gelbgrün und RNA rot und Stains-all nimmt unterschiedliche Farben bei polyanionischen Kohlenhydraten, Proteinen (rosa bis blau), DNA (blau) und RNA (blaulila) an. Metachromatische Effekte können auch bei Änderung des Lösungsmittels (Solvatochromie) oder bei Verwendung von manchen Metallsalzen (Aluminium, Eisen, Chrom, Wolfram, Molybdän, Kupfer) entstehen. So ist beispielsweise Hämatein aus der Hämatoxylinfärbung braunrot, der Eisen-Hämatein-Komplex schwarzblau. Metachromatische Effekte entstehen, wo farbstoffbindende Stellen in großer Anzahl nah beieinander liegen (Abstand ≤ 0,4 nm, z. B. Nukleinsäuren, manche saure Polysaccharide), wodurch viele Farbstoffmoleküle nah beieinander gruppiert und quasi gestapelt orientiert werden. Dadurch bildet sich eine gemeinsame Elektronenwolke der π-Elektronen in den konjugierten Doppelbindungen und das Absorptionsmaximum des Farbstoffs verschiebt sich in den kürzerwelligen Bereich des Lichtspektrums. Die verstärkte Doppelbrechung durch die Metachchromasie von eng gestapelten Farbstoffen wird in der Polarisationsmikroskopie bei der topo-optischen Reaktion nach Georg Romhányi genutzt um Strukturen zu kontrastieren.

## Prinzip

### Histologie
Die Theorie der Färbungen biologischer Proben begründet sich meist in der Reaktionsfähigkeit bestimmter Gewebestrukturen auf bestimmte Farbstoffe. Man klassifiziert die Zellstrukturen und Gewebe anhand des Färbeverhaltens durch die Farbstoffe in basophile, azidophile und neutrophile Strukturen.
- Basophile Strukturen sind etwa der Zellkern, die Ribosomen und das raue Endoplasmatisches Retikulum, sie enthalten negative Ladungen und färben sich daher mit basischen Farbstoffen mit positiven Ladungen (Hämatoxylin, Eisenhämatoxylin, Azokarmin G, Methylenblau, Toluidinblau) an.
  - Der Nukleus kann durch nukleophile Farbstoffe angefärbt werden. Nukleinsäuren sind polyanionische Biopolymere. Meist sind es basische oder DNA-bindende Farbstoffe, die an Nukleinsäuren binden.
  - Argyrophile Strukturen binden positiv geladene Silberionen, argentaffine Strukturen binden und reduzieren Silberionen zu elementarem Silber.
- Azidophile Strukturen sind etwa das Zytoplasma und Kollagenfasern. Diese sind leicht basisch und färben sich daher mit sauren Farbstoffen wie Eosin Y, Anilinblau, Pikrinsäure, Säurefuchsin an.
- Neutrophile Strukturen der Zelle werden weder durch basische noch durch saure Farbstoffe angefärbt. Es sind vorwiegend lipophile Bestandteile.

### Histochemie
Bei histochemischen Methoden entwickelt sich ein Farbstoff erst durch die Reaktion mit einem Gewebebestandteil (z. B. Berliner-Blau-Reaktion mit Eisenionen, Periodsäure-Schiff-Reaktion bei Kohlenhydraten und Glykosylierungen). Des Weiteren gibt es noch enzymhistochemische Methoden, bei denen die Aktivität zelleigener Enzyme eine Farbentwicklung bewirkt.

### Immunhistochemie und Immunfluoreszenz

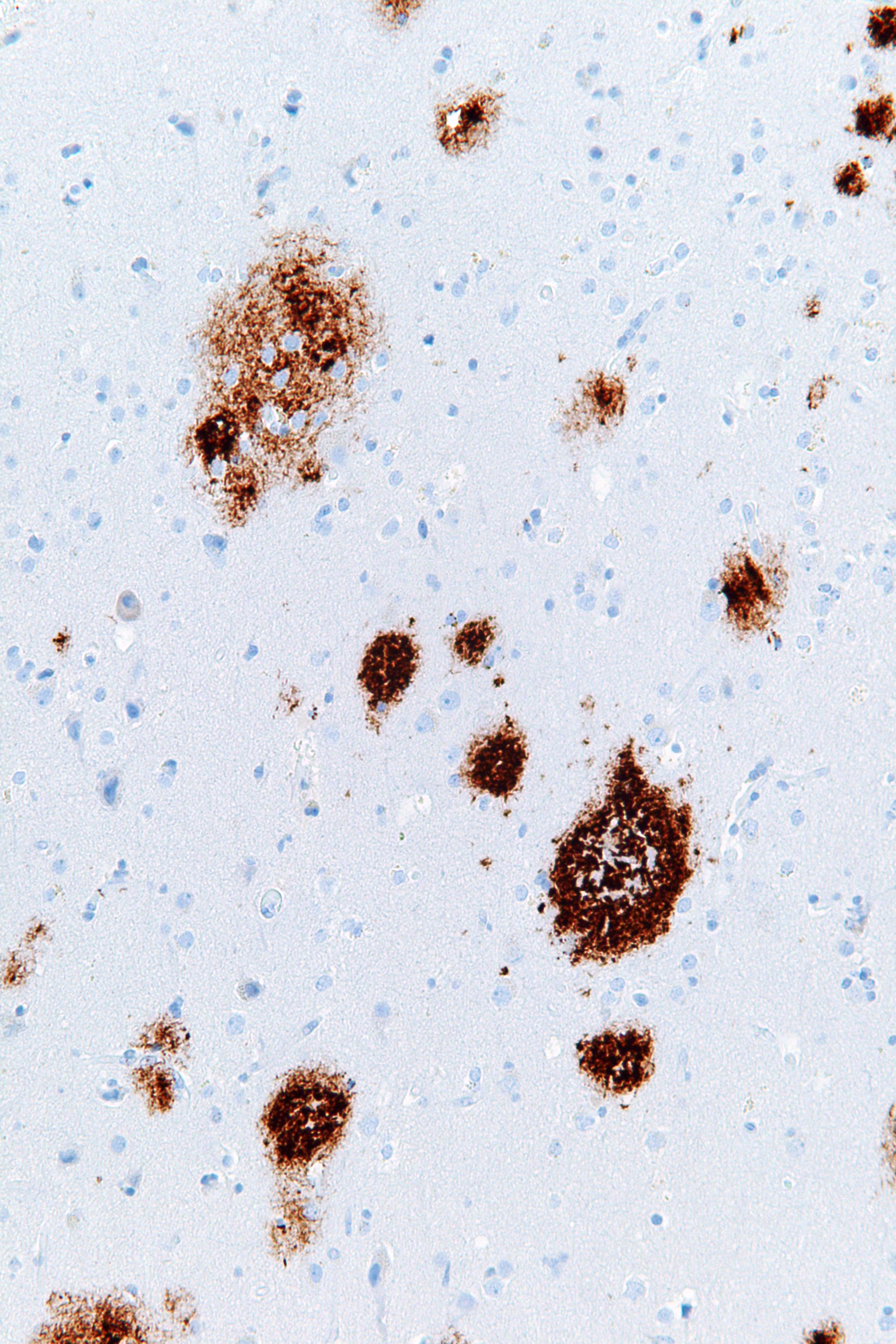
Immunfärbung von β-Amyloid-Ablagerungen im Gehirn bei der Alzheimer-Krankheit

Diese klassische Histochemie wird seit den 1980er Jahren durch die Immunhistochemie ergänzt. Dabei werden einzelne Epitope eines bestimmten Proteins per Antigen-Antikörper-Reaktion im Rahmen einer Immunfärbung (mit fluoreszenten Farbstoffen: Immunfluoreszenz) gebunden und nachgewiesen. In einer Mehr-Schritt-Technik wird die Reaktion durch eine Farbreaktion eines Immunkonjugats am Ort des Antigens (meist ein bestimmtes Protein) sichtbar.
Seit den 1990er Jahren findet analog zur Immundetektion von Proteinen die In-situ-Hybridisierung von einzelnen Nukleinsäuren Eingang in die histologische Diagnostik. Hier beruht der Nachweis bestimmter Nukleotidsequenzen auf der Aufschmelzung doppelsträngiger DNA und der spontanen Anlagerung von Einzelsträngen (DNA oder RNA) mit einer Molekülmarkierung. Sind diese Sonden mit Fluorochromen markiert, spricht man von Fluoreszenz-in-situ-Hybridisierung (FISH).

### Färbung von Lebewesen
Ungiftige Farbstoffe können zur Färbung von Strukturen in lebenden Organismen verwendet werden (Intravitalmikroskopie). Neuere Entwicklungen umfassen fluoreszente oder radioisotopenmarkierte Immunfärbungen, die am lebenden Organismus angewendet werden, wie bei der Fluoreszenztomographie. Ein anderer Ansatz der Färbung an Lebewesen ist die Angleichung der Brechungsindices der verschiedenen Phasen in biologischen Geweben, denn der Brechungsindex der wässrigen Phase (Zytosol, Lymphe) beträgt 1,33 und der Brechungsindex der Lipidphase (Biomembrane) beträgt 1,4. Der Lebensmittelfarbstoff Tartrazin kann die Brechungsindices angleichen, wodurch tierische Gewebe vorübergehend orange, aber durchsichtig werden.

## Ablauf

### Probenvorbereitung
Meistens werden Präparate auf einen Objektträger aufgebracht, seltener auf eine Zählkammer. Teilweise erfolgt vor der Färbung eine Fixierung und gegebenenfalls eine Einbettung. Manche Färbungen benötigen eine bestimmte Fixiermethode. Typische Präparate zur histologischen Färbung sind Schleimhautabstriche, Blutausstriche, Abklatschpräparate, Zupfpräparate, Zellkulturpräparate, Injektionspräparate, Korrosionspräparate, Dünnschnitte, Kryopräparate und Lasermikrodissektionen. Die meisten Gewebe sind formalinfixiert und paraffineingebettet. Gewebe werden durch einen Dünnschnitt auf einem Mikrotom oder Kryotom in Scheiben von einem bis wenigen Dutzend Mikrometern Schichtdicke geschnitten, damit sie ausreichend lichtdurchlässig sind und im Mikroskop weniger Hintergrund zeigen. Bei der Färbung befindet sich das Präparat auf einem zur besseren Haftung des Präparats meist mit Poly-L-Lysin beschichteten Objektträger.

### Färbung
Die Färbungsdauer wird von der Konzentration des Farbstoffs und des Zielmoleküls, der Temperatur, der Durchlässigkeit und der Schichtdicke des Gewebes bestimmt. Zu langes Fixieren oder Fixieren mit einer ungeeigneten Fixierungsmethode senkt die Färbbarkeit des Präparats. Spuren von Säuren oder Iod können manche Färbungen mit säureempfindlichen Farbstoffen bzw. mit Teerfarben oder Hämatoxylin verhindern. Saure Farbstoffe werden vor allem zur Färbung des Zytoplasmas und von Sekretgranula eingesetzt und sie sind meist löslicher in Wasser als in Ethanol, während basische Farbstoffe vor allem Chromatin, bestimmte Granula, Schleim, Nissl-Schollen anfärben und meist eher in Ethanol als in Wasser löslich sind.
Immunfärbungen von Präparaten erfolgen teilweise ohne Fixierung und meist durch Blockierung unspezifischer Bindungsstellen und einstündiger Inkubation des Präparats in TBS-T-Puffer mit Antikörper bzw. Immunkonjugat. Als Waschlösung wird meistens TBS-T- oder TBS-Puffer verwendet. Bei denaturierten Präparaten kann die Färbbarkeit herabgesetzt sein, wenn die Antikörper Konformationsepitope binden, die generell bei der Denaturierung des nativen Zustands des Zielmoleküls verschwinden. In manchen Fällen kann eine Antigendemaskierung Konformationsepitope wiederherstellen. Bei der In-situ-Hybridisierung wird der Blockierungs- und der Inkubationslösung die Denhardt-Lösung zugesetzt.
Bei einer Fluoreszenzfärbung dürfen keine Pikrinsäure- oder schwermetallhaltigen Fixiermittel verwendet werden. Die Fluoreszenzfärbung erfolgt im Dunkeln und das Präparat muss innerhalb von 24 Stunden betrachtet und fotografiert werden, weil die Farbstoffe schnell photobleichen und durch Oxidation ausbleichen.

### Probennachbereitung
Nach der Färbung wird ein Eindeckmedium blasenfrei auf das gefärbte Präparat aufgetropft und anschließend ein Deckglas aufgelegt, bevor es unter einem Hellfeld-Lichtmikroskop oder einem Fluoreszenzmikroskop (bei Fluoreszenzfarbstoffen) betrachtet wird. Bei Zellkulturen kommt auch das Inversmikroskop zum Einsatz.

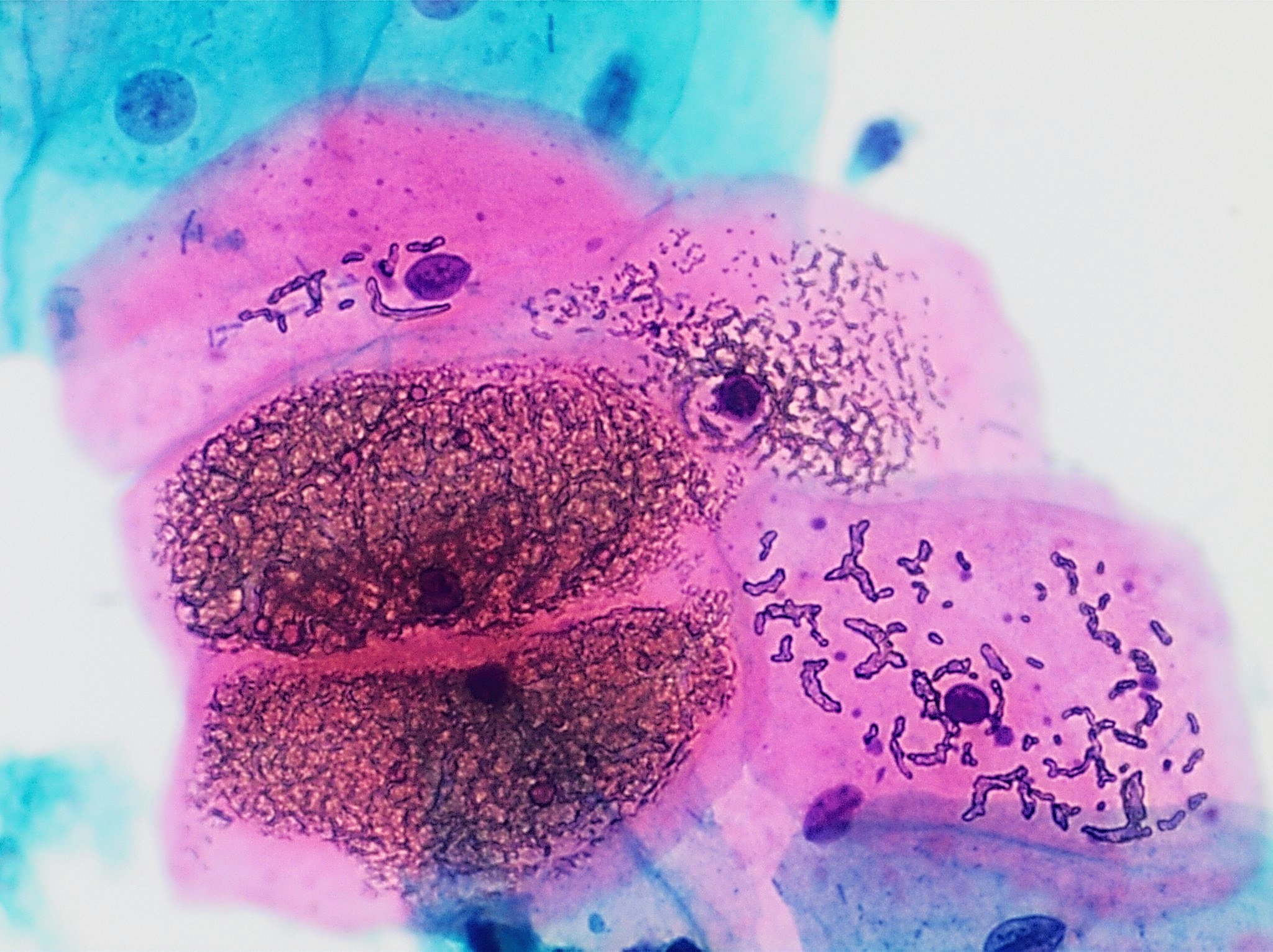
Pap-Färbung bei der Erkennung von Gebärmutterhalskrebs
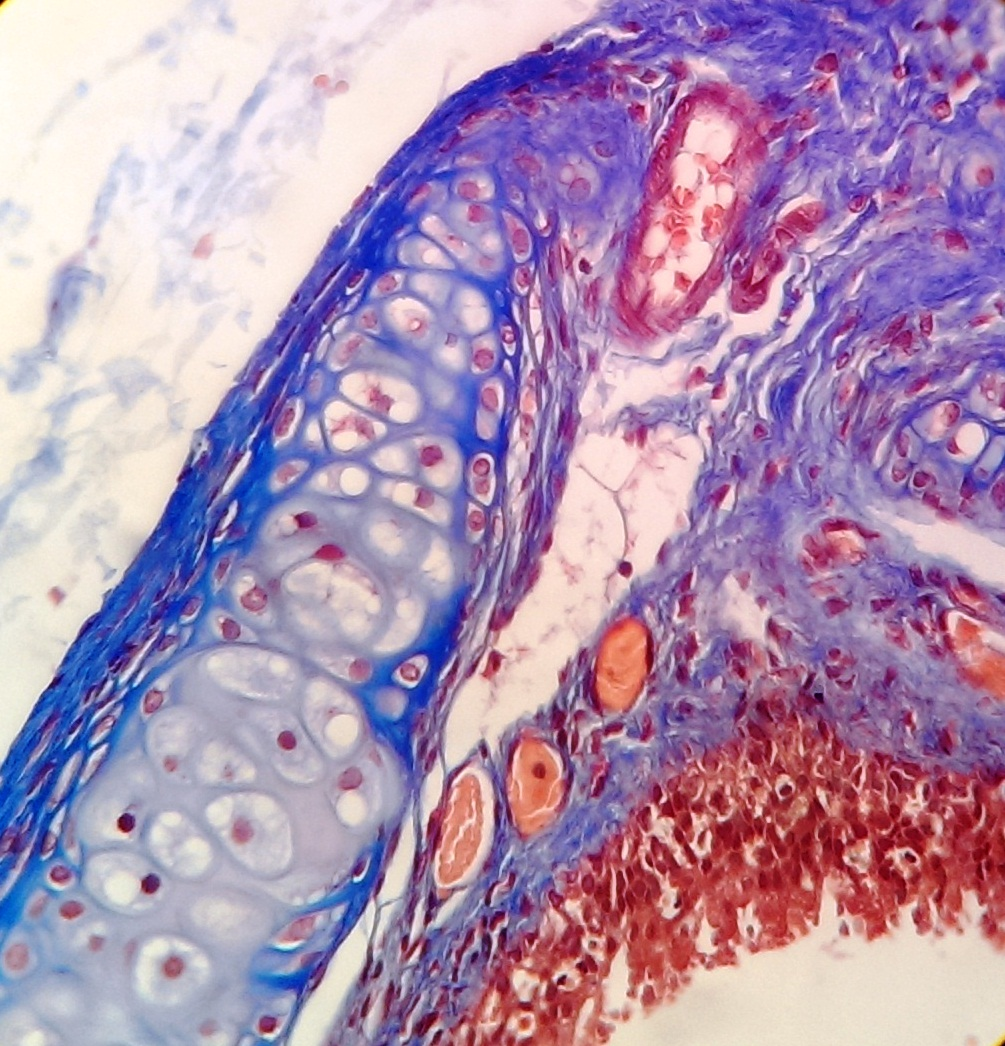
Masson-Trichromfärbung der Atemröhre einer Ratte
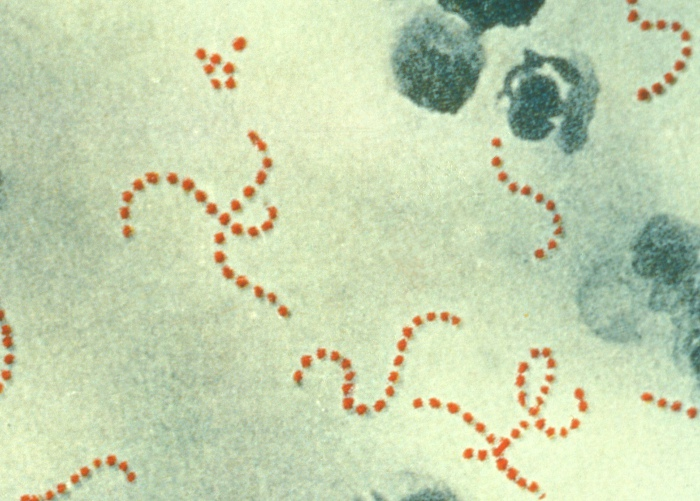
Pappenheim-Färbung von Streptococcus pyogenes in Eiter
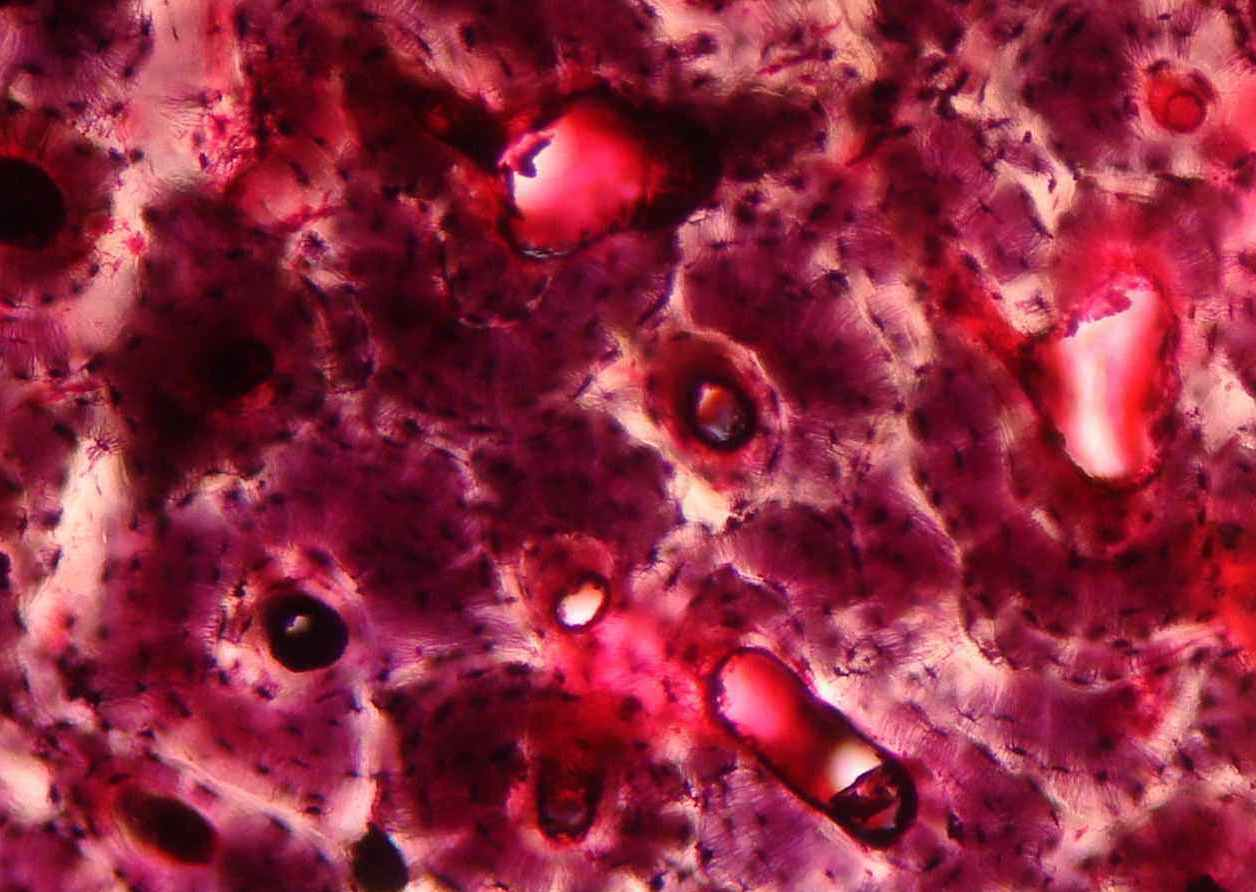
Phenolfuchsin-Färbung von Knochen
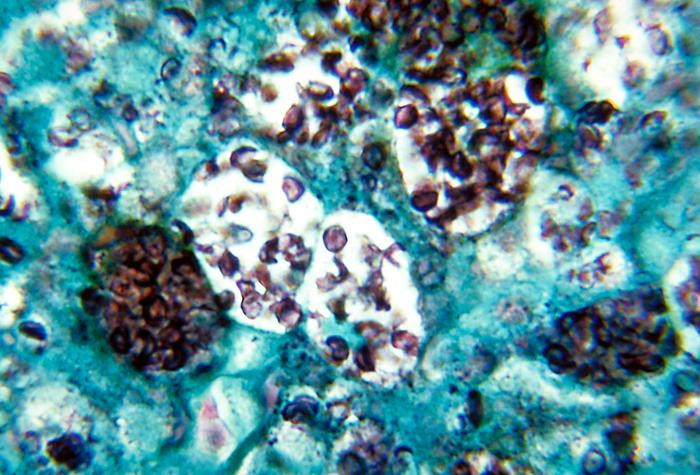
Grocott-Silberfärbung von Histoplasma capsulatum
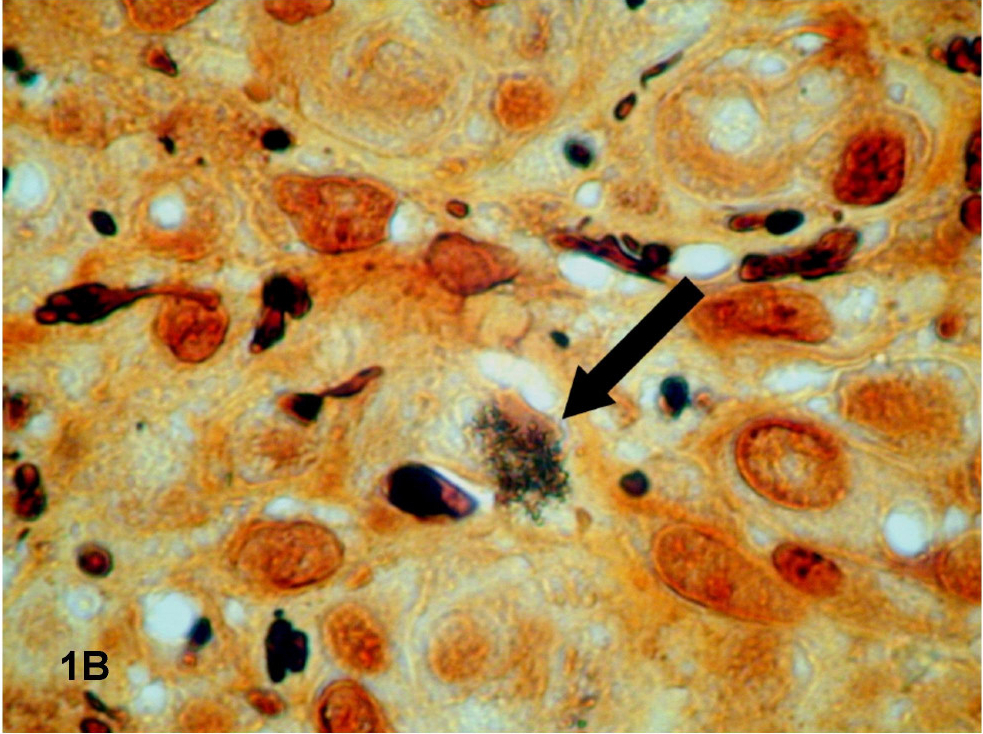
Warthin-Starry-Silberfärbung einer Bakterienkolonie in einer Hautbiopsie
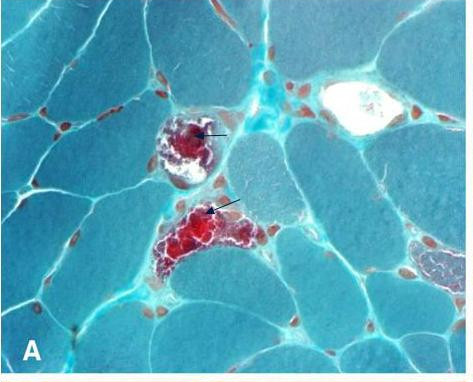
Gömöri-Trichromfärbung von Ragged-Red-Fibers bei MELAS
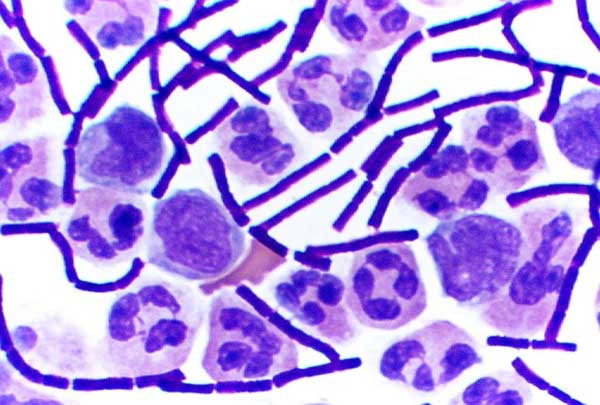
Gram-Färbung von Bacillus anthracis
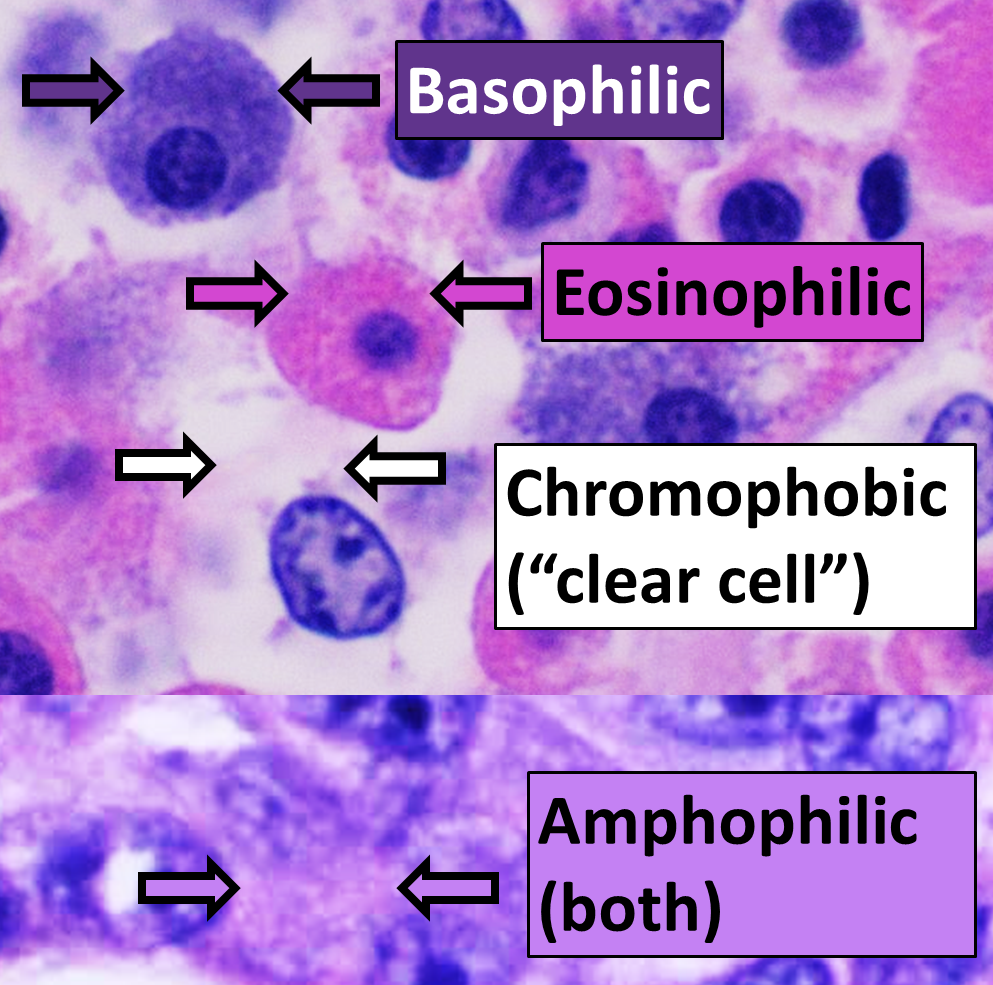
Hämatoxylin-Eosin-Färbung von Immunzellen
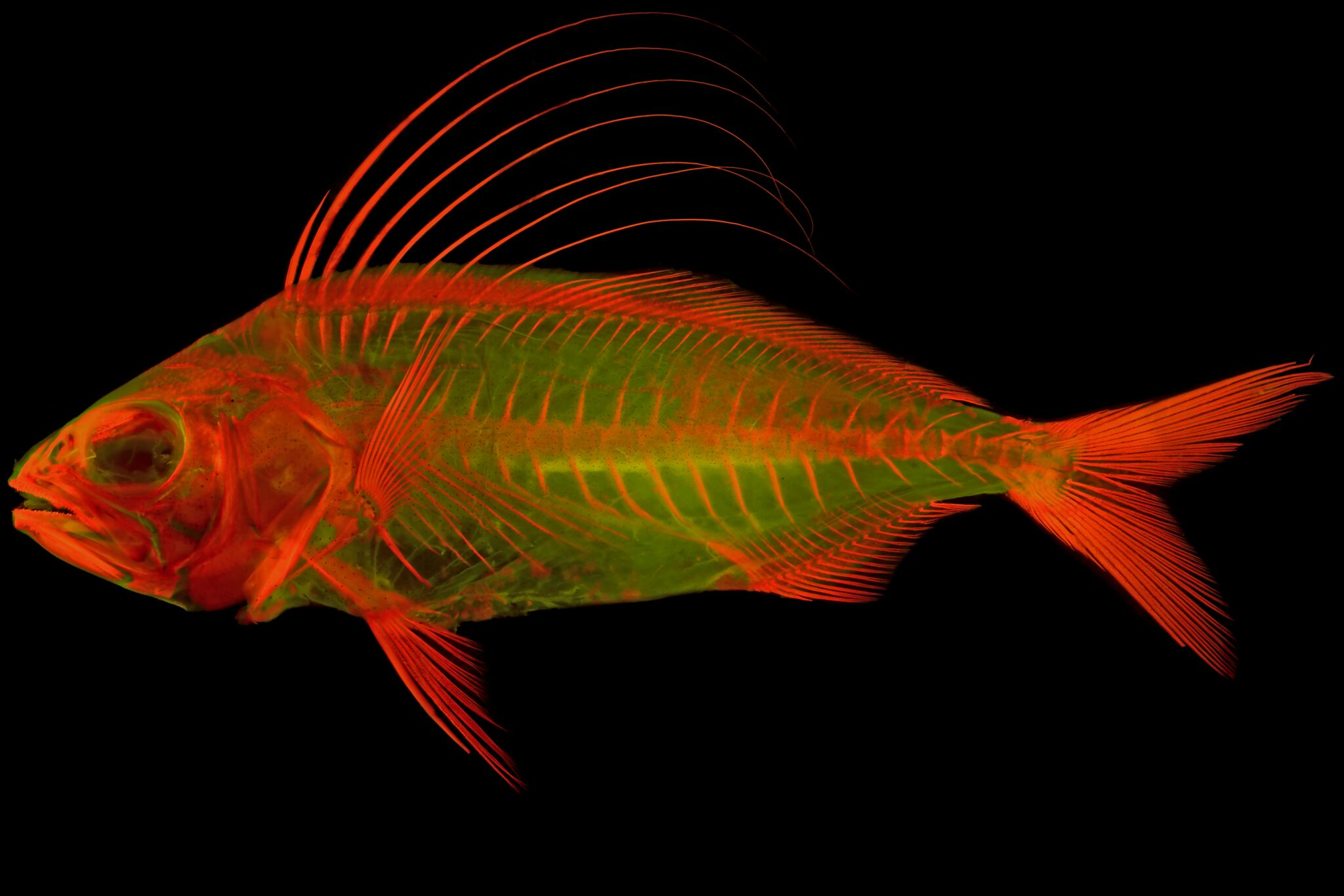
Alizarinrot-Skelettfärbung bei Nematistius pectoralis

## Liste von histologischen Färbungen
- Alcianblau-Färbung: neutrale und saure Mucopolysaccharide blau, Proteoglykane cyan
- Acridinorange-Färbung: Nukleinsäuren
- Alizarinrot-S-Färbung: Calciumverbindungen
- Auramin-Phenol-Färbung
- Auramin-Rhodamin-Färbung
- Azan-Färbung:[14] Zellkerne rot, Zytoplasma rötlich, Kollagen- und retikuläre Fasern blau, Muskelfasern rot
- Azurblau-Färbung
- Berliner-Blau-Reaktion: Nachweis von dreiwertigen Eisenionen im Gewebe
- Biocytin-Färbung
- Chlorazolschwarz-Färbung: Zellkern, Cytosol
- Coomassie-Brillant-Blau-Färbung: Proteine
- Direct Red 2-Färbung
- Elastika-Färbung: elastische Fasern schwarz-violett
- Endosporenfärbung
  - Dorner-Snyder-Färbung
  - Moeller-Färbung
  - Schaeffer-Fulton-Färbung
- Fast-Green-FCF-Färbung
- Feulgenreaktion
- Field-Färbung
- Filipin-Färbung: färbt Lipid Rafts
- Gallocyanin-Färbung
- Giemsa-Färbung: differenzierende Blutzellenfärbung
- Gimenez-Färbung: Bakterien, insbesondere Rickettsien, Legionellen, Bartonellen, Coxiellen
- Gold-Sublimat-Methode
- Gram-Färbung: Bakteriendifferenzierung in grampositiv (blau) und gramnegativ (rot)
- Hämalaun-Färbung
- Hämatoxylin-Eosin-Färbung: Zellkerne, Bakterien und Kalk blau; Zytoplasma rötlich/bläulich, Kollagen rot
- HOPS-Färbung
- Hematoxylin, Phloxin und Safranin (HPS)
- Jaswant-Singh-Bhattacharji-Färbung
- Jenner-Färbung
- Karminessigsäure-Färbung
- Kinyoun-Färbung: säurefeste Bakterien (vor allem Tuberkulose-Bakterien) rot
- Kongorot-Färbung: Darstellung von Amyloidablagerungen Amyloidose
- Kresylviolett-Färbung
- Kreyberg-Färbung
- Kristallviolett-Färbung
- Leishman-Färbung
- Liu-Färbung
- Luxol-Fast-Blue-Färbung (LFB): Myelin und Phospholipide blau
- Luxol Fast Blue und Kresylviolett: Markscheiden türkisblau, Kerne blauviolett
- Markscheidenfärbung
- Martiusgelb-Färbung
- May-Grünwald-Färbung: Zellkerne, differenzierende Blutzellenfärbung
- Methylblau-Eosin-Färbung nach Mann: Zellkern und Ribosomen blau, Zytosol und Kollagen rot
- Methylenblau-Färbung:
- Methylgrün-Färbung: DNA grün
- Movat-Färbung
- Neu-Methylenblau-Färbung (NMB)
- Nissl-Färbung
- Nuclear-fast-Red-Färbung: Chromatin rot
- Pap-Test nach Papanicolaou: für Schleimhautabstriche
- Pappenheim-Färbung: Zellkerne, differenzierende Blutzellenfärbung, für Blutausstriche
- PAS-Reaktion: (Perjodsäure-Schiffsches Reagenz): neutrale Mucopolysaccharide magentarot
- Phenolfuchsin-Färbung
- Pikro-Siriusrot-Färbung: Kollagen rot
- Pyronin-Y-Färbung: RNA rot
- Reticulinfärbung nach Gömöri: Silberfärbung, reticuläre Fasern schwarz
- Rhodamin-B-Färbung
- Romanowsky-Färbung
- Safranin-O-Färbung
- Silberfärbungen:
  - Bielschowsky-Färbung: Beta-Amyloid braun
  - Dieterle-Färbung
  - Golgi-Färbung: Versilberung einzelner Neurone mit Silbernitrat (sog. „schwarze-Reaktion“)
  - Grocott-Färbung
  - Jones-Färbung
  - Villanueva-Osteochrom-Färbung: Silberfärbung Knochen braun
  - Von-Kossa-Färbung: Silberfärbung Calcium braun
  - Warthin-Starry-Färbung: Bakterien schwarz
- Stains-all-Färbung: Proteine und Nukleinsäuren
- Oil red O-Färbung: Lipide rot
- Sudanrot-B-Färbung
- Sudanschwarz-Färbung: Lipide schwarz
- Taylor's Blue-Färbung: Glykosaminoglykane blau
- Thiazolorange-Färbung: Retikulozyten und Plasmodien orange
- Thionin-Färbung
- Trichrom-Färbungen:
  - Van-Gieson-Trichrom-Färbung[15][16]: Kerne braun-schwarz, Zytoplasma gelb-braun, Kollagen (Bindegewebe) rot, Muskulatur orange
  - Mallory-Trichrom-Färbung[17][18]
  - Masson-Trichrom-Färbung[19][20]
  - Masson-Goldner-Trichrom-Färbung[21][22]
  - Masson-Lillie-Trichrom-Färbung[23]
  - Gömöri-Trichrom-Färbung[24][25]
  - Wheatley-Trichrom-Färbung[26][27][28]
  - ASTRIN-Trichrom-Färbung[29]
  - Raţ-Trichrom-Färbung[30]
- Toluidinblau-Färbung: saure Moleküle
- Trypanblau-Färbung: für Zellviabilität
- TUNEL-Methode
- Vanillin-HCl-Färbung: Tannine
- Vitalfärbung
  - Brillantkresylblau-Färbung
  - Methylenblau-Färbung
  - Neutralrot-Färbung
  - Toluidinblau-Färbung
  - Triphenyltetrazoliumchlorid-Färbung
  - Säureviolett 17[31]
- Wright-Färbung
- Zellviabilitätsfärbungen
- Ziehl-Neelsen-Färbung: säurefeste Bakterien (vor allem Tuberkulose-Bakterien) rot